# Simianshan
Simianshan (kinesiska: 四面山) är en köping i sydvästra Kina. Den ligger i stadsdistriktet Jiangjin i storstadsområdet Chongqing, omkring 100 kilometer söder om det centrala stadsdistriktet Yuzhong.